# Pandora
Pandora (altgriechisch Πανδώρα Pandṓra, deutsch ‚Allgeberin‘ aus pan ‚all-‘, ‚gesamt‘ und doron ‚Gabe‘, ‚Geschenk‘; traditionell jedoch als „Allbegabte“ übersetzt) ist in der griechischen Mythologie eine von Hephaistos aus Lehm geschaffene Frau. Hesiod beschreibt sie als ein schönes Übel (καλὸν κακόν kalòn kakón). Sie wird von Hermes zu  Epimetheus gebracht – einschließlich der unheilvollen Büchse der Pandora. Heute ist das Öffnen der Büchse der Pandora Inbegriff für das Stiften eines Unheils, das sich nicht wiedergutmachen lässt.

## Die Erzählung Hesiods

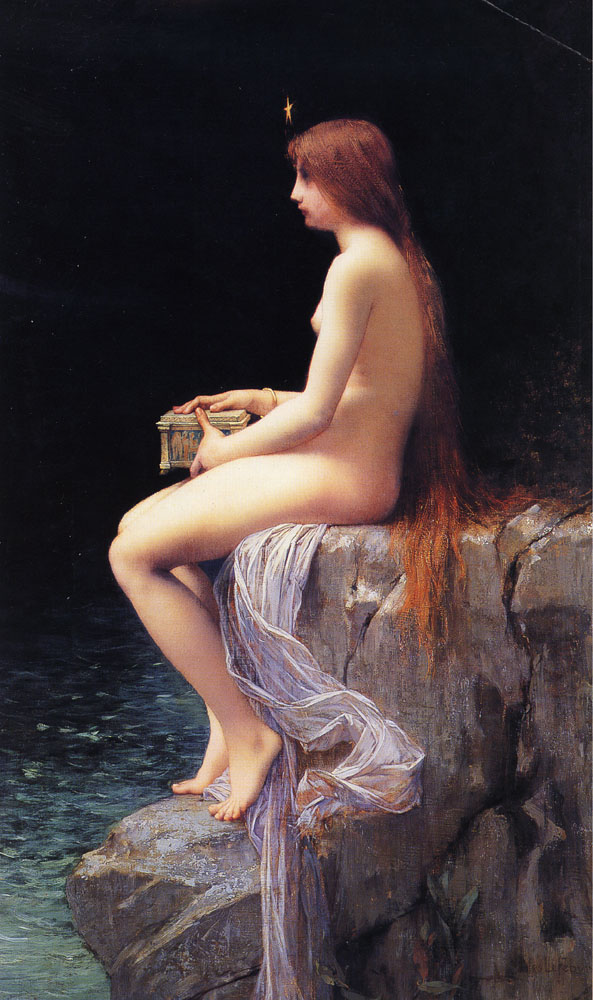
Pandora (Jules-Joseph Lefebvre, 1882)

Die früheste Erzählung des Pandora-Mythos stammt von dem antiken griechischen Dichter Hesiod (* vor 700 v. Chr.) in Werke und Tage. Auf Geheiß des Göttervaters Zeus wird Pandora von Hephaistos aus Lehm geschaffen, um Rache für den Diebstahl des Feuers durch Prometheus zu nehmen. Pandora erhält zu diesem Zweck einen großen, irdenen Vorratskrug, der alle Übel der Welt sowie die Hoffnung enthält mit dem Auftrag, diesen den Menschen zu schenken und ihnen mitzuteilen, dass er unter keinen Umständen geöffnet werden dürfe. Um sie verführerisch zu gestalten, wird Pandora von den Göttern mit vielen Gaben wie Schönheit, musikalischem Talent, Geschicklichkeit, Neugier und Übermut ausgestattet. Aphrodite schenkt ihr zudem holdseligen Liebreiz, Athene schmückt sie mit Blumen, Hermes verleiht ihr eine bezaubernde Sprache und gibt ihr schließlich den Namen Pandora, den Hesiod als die „Allbeschenkte“ erklärt.
Hermes bringt Pandora zu Epimetheus, dem Bruder des Prometheus. Prometheus als der vorher Bedenkende warnt ihn davor, Geschenke des Zeus anzunehmen. Doch Epimetheus als der nachher Bedenkende ignoriert die Warnung und heiratet Pandora. Sie öffnet den Vorratskrug, den Zeus ihr gab. Daraufhin entweichen aus diesem alle Laster und Untugenden. Von dem Zeitpunkt an erobert das Schlechte die Welt. Zuvor kannte die Menschheit keine Übel, Mühen oder Krankheiten und auch nicht den Tod. Bevor auch die Hoffnung (ἐλπίς elpís) aus dem Gefäß entweichen kann, wird es wieder geschlossen. So wird die Welt ein trostloser Ort und Hesiod schließt damit, dass man dem Willen des Zeus nicht entgehen könne.

### Andere Lesarten und Varianten
Nach einer anderen Lesart der Erzählung Hesiods beendet Pandoras Sündenfall nicht die Goldene, sondern die Heroische Zeit. Beide Vorstellungen sind sich prinzipiell ähnlich und teilen sich einige Attribute, stehen aber unter der Herrschaft verschiedener Götter (der des Kronos und der seines Sohnes Zeus). Da Pandora aber erst ein Geschöpf des Zeus ist, ist davon auszugehen, dass ihre Erschaffung nicht in die Zeit des Vaters Kronos fällt.
Neben der populären Überlieferung sind weitere Varianten bekannt: So wird vor allem zu Beginn der Neuzeit Prometheus zum Schöpfer der Pandora erklärt, die dann nicht mehr mit einem Fass ausgestattet wird, sondern als erste Menschenfrau selbst zum Problem wird. Der griechische Fabeldichter Babrios (1. Jahrhundert oder 2. Jahrhundert n. Chr.) hingegen nennt keine Frauenfigur, sondern erzählt nur von einem Fass, das Zeus mit allen Gütern der Welt gefüllt und den Menschen überlassen habe. Sobald diese aus Neugier den Deckel heben, steigen die Güter wieder zum Himmel auf: Nur die Hoffnung bleibt zurück.
Ursprünglich wurde Pandora möglicherweise nicht mit dem Übel, sondern mit den Gaben der Erde in Verbindung gebracht: Auf einer weißgrundierten Kylix (ca. 460 v. Chr.) sieht man Athene und Hephaistos, wie sie ihre Schöpfung der ersten Frau vollenden – betitelt ist die Darstellung jedoch mit dem Namen Anesidora („die Gaben sendende“). Diese Sichtweise verknüpft Pandora/Anesidora mit Demeter und Gaia, positiv besetzten Göttinnen der Fruchtbarkeit. Bestätigt wird eine solche Auffassung durch das Scholion zu Vers 971 von Aristophanes’ Vögeln, das einen Kult der Pandora erwähnt: Sie sei die Göttin der Erde, die alle zum Leben notwendigen Dinge schenke. Somit könnte die Erzählung Hesiods mit ihrer misogynen Darstellung bereits die Verfremdung eines ursprünglicheren Stoffes sein.

### Büchse statt großer Vorratskrug
Dora und Erwin Panofsky wiesen 1956 darauf hin, dass das Wort Büchse aus der lateinischen Nacherzählung des Mythos in den Adagia des Erasmus von Rotterdam stammt. Bei Hesiod ist noch die Rede von einem πίθος píthos – griechisch für ‚großer, irdener Vorratskrug‘ (z. B. für Wein, Öl oder Getreide). Erasmus wandelte jedoch die Figur der Pandora ab: Die Psyche des Apuleius als Vorbild nehmend, gab Erasmus der Pandora als Attribut die wesentlich leichtere und somit auch tragbare pyxis (griechisch πυξίς pyxís, lateinisch vāsculum), das ‚Büchse‘ bzw. ‚Dose‘ bedeutet.

## Rezeption
Gisela Fuchs zufolge wurde der Mythos der Pandora in der Antike kaum rezipiert. Er gewann erst wieder in der Renaissance an Bedeutung.
Parallelen zwischen dem Pandora-Mythos und dem biblischen Sündenfall werden seit dem frühen Christentum gezogen. Pandora wird zur verführenden Eva und Epimetheus zum sich verführen lassenden Adam. Pandora und ihr Gefäß werden in der Neuzeit unter anderem zum Sinnbild der Verführungskraft der Frau. Pandora wird zur weiblichen Urgewalt stilisiert – entweder als verführerische femme fatale oder aber als zerstörerische Elementargewalt. Schließlich kann sie auch als Gebende erscheinen, so ist sie etwa in Goethes Pandora ein „Gefäß der Gaben alle“; oder, zurückgenommen, bei Wedekind (Die Büchse der Pandora).
Diskutiert wird die These, dass Pandora selbst die Büchse (bzw. ein Krug) gewesen sein soll. Im alten Griechenland waren Krüge oftmals mit dem Bild einer Frau geschmückt. Der Vergleich des weiblichen Körpers mit einer Büchse entstand aufgrund von Analogien zwischen einem Krug und der Gebärmutter einer Frau.
Nietzsche beschreibt bezugnehmend auf den Pandora-Mythos in Menschliches, Allzumenschliches die Hoffnung als das übelste aller Übel, weil „der Mensch, auch noch so sehr durch die anderen Übel gequält, doch das Leben nicht wegwerfe, sondern fortfahre, sich immer von Neuem quälen zu lassen“ und sie so letztlich die Qual verlängere. Aber das Goldene Zeitalter, in dem die Menschheit von Arbeit, Krankheit und Tod verschont blieb, sei endgültig vorbei.
Der irische Autor Jack Holland beschreibt Hesiods schriftliche Fixierung des Pandoramythos als den Ursprung des weltweiten Frauenhasses.

### Moderne Adaptionen
Im Action-Adventure God of War III (März 2010) spielt Pandora eine zentrale Rolle.
Im DC-Universum erschien die Figur der Pandora erstmals in Flashpoint #5 (Oktober 2011). In den The New 52-Ausgaben war sie neben dem Phantom Stranger und Question Teil der Trinity of Sin, drei Personen, die für ihre Taten Buße tun mussten – im Falle von Pandora für das Öffnen der Büchse und das Freilassen des Übels in die Welt.
DC Comics gab eine Comicreihe Trinity of Sin: Pandora heraus, die 14 Ausgaben erreichte (2013/14).
In der 80-seitigen Startausgabe zu DC Rebirth (Mai 2016) wurde Pandora von Dr. Manhattan ermordet.
Im Abenteuer-Spielfilm Lara Croft: Tomb Raider – Die Wiege des Lebens (2003) macht sich die von Angelina Jolie verkörperte titelgebende Protagonistin auf die Suche nach der in Kenia verborgenen Büchse der Pandora.